# Berlin-Düppel
Düppel ist eine Ortslage in den Ortsteilen Nikolassee und Zehlendorf, Bezirk Steglitz-Zehlendorf, im Süden Berlins. Die Benennung des Ortes erfolgte 1865 zur Erinnerung an die Erstürmung der Düppeler Schanzen im Deutsch-Dänischen Krieg ein Jahr zuvor.

## Geschichte
Obwohl eine urkundliche Erwähnung nicht belegt ist, lassen archäologische Funde auf eine erste Besiedelung von Düppel um 1170 schließen. Zu jener Zeit siedelten in der Mark Brandenburg einheimische Slawen an der Straße nach Spandau, wo eine befestigte Burganlage namens Burg Spandow stand (ein Vorgängerbau der heutigen Zitadelle Spandau). Um 1230 zählte die noch einfach Slawensiedlung genannte Ansiedlung 16 Höfe, die zum Schutz hufeisenförmig um einen großen Dorfplatz, den Weideplatz für die Tiere, gelagert waren. Dieses Dorf am Landschaftsschutzgebiet Krummes Fenn ist freigelegt, nachgebaut und heute in den Sommermonaten als Museumsdorf Düppel zugänglich.
Im Jahr 1242 wurden die benachbarten Dörfer Zehlendorf und Slatdorp mit dem Slatsee (Schlachtensee) sowie einem als Tusen bzw. Imtzen bezeichneten See (vermutlich Nikolassee) mitsamt den dazugehörenden Ländereien und einem Waldgebiet von den gemeinsam regierenden askanischen Markgrafen Johann I. und Otto III. an das Kloster Lehnin verkauft. Wahrscheinlich zählte das heutige Gebiet Düppel mit der Slawensiedlung zu Zehlendorf und wechselte so ebenfalls in den Besitz der Zisterziensermönche. Im Zuge der Reformation wurden die kirchlichen Besitzungen eingezogen und Zehlendorf gelangte unter die Verwaltung der brandenburgischen Kurfürsten und später der preußischen Könige. Spätestens um 1300 wurde das Dorf zur Siedlungswüstung, also wieder aufgegeben, und gemeinsam mit anderen Ortschaften in der Umgebung nach Zehlendorf oder Teltow verlegt. Eine landwirtschaftliche Nutzung des kargen Sandbodens fand jedoch weiterhin statt.
Friedrich Bensch gründete 1828 einen Gutshof in unmittelbarer Nähe zum einstigen Slawendorf. Seit 1826 hatte der vermögende Salzschifffahrtsdirektor und Holzinspektor große Landflächen östlich von Zehlendorf sowie ein ausgedehntes Waldgebiet erworben. Letzteres erstreckte sich südlich von Schlachtensee und Nikolassee, in westliche Richtung umfasste es auch den heutigen Ortsteil Wannsee bis nach Klein Glienicke. Das um 1830 fertiggestellte Anwesen trug die Bezeichnung Vorwerk Neu-Zehlendorf und wurde zwischenzeitlich als Brennerei zur Destillation von Schnaps genutzt. Die im klassizistischen Stil gehaltenen Gebäude wurden 1850 umgebaut, um einen Turm und weitere Gebäude ergänzt. Später bezeichnet der Schriftsteller Theodor Fontane in seinen Wanderungen durch die Mark Brandenburg die Bauweise irrtümlich als Tudorstil, da nach den Umbauten im Dachgeschossbereich und an den Anbauten die Fachwerkkonstruktion sichtbar blieb.

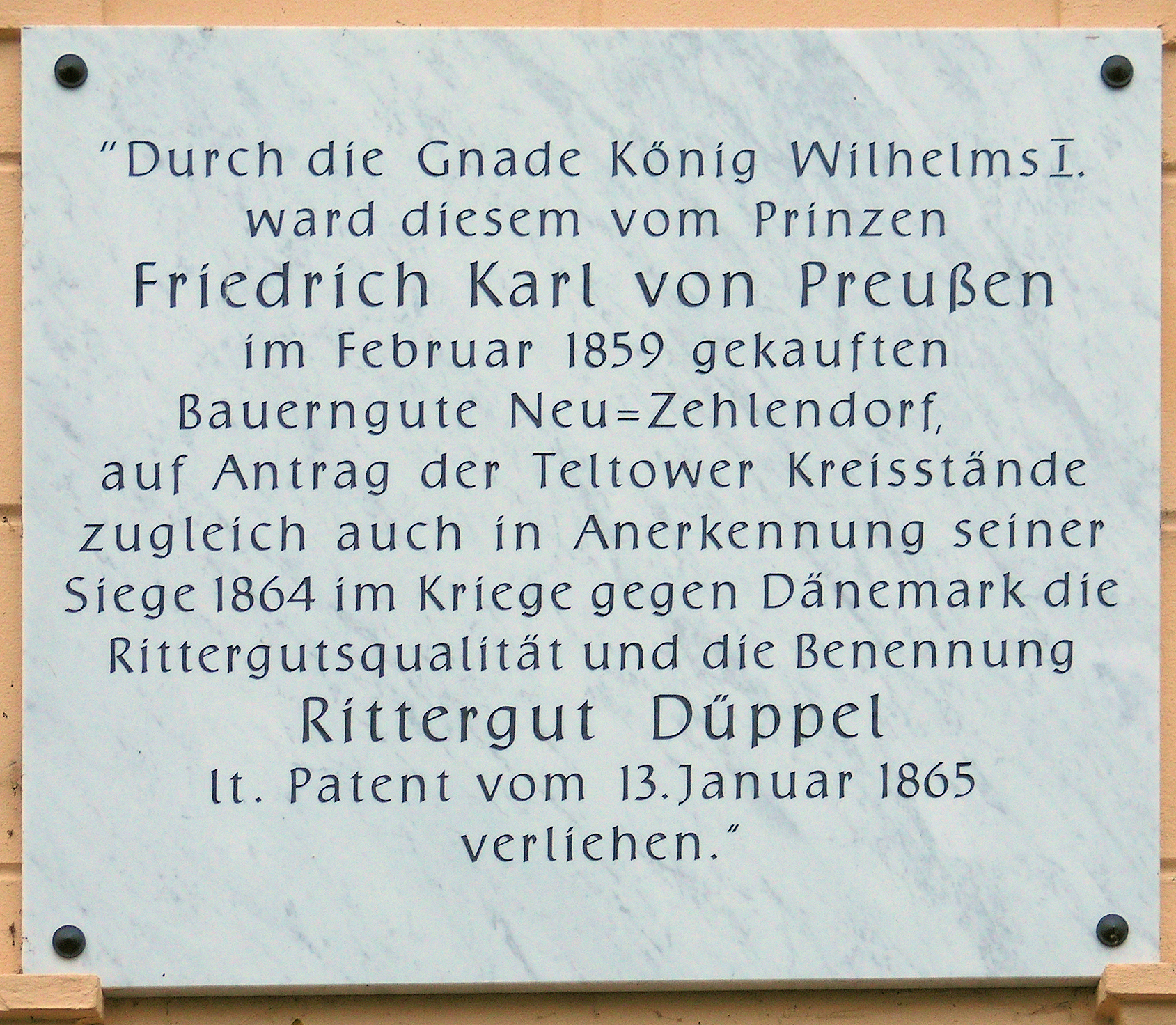
Gedenktafel im Oertzenweg, Berlin-Zehlendorf

### Namensgebung 1865
Der preußische Feldherr Prinz Friedrich Karl, Sohn von Carl von Preußen und Neffe König Wilhelms I., kaufte das Gut 1859 und richtete auf dem Hof ein Pferdegestüt ein. Den größten Teil seines Landes verpachtete er an einen ortsansässigen Bauern, der auch in das Herrenhaus einzog. Der Prinz selbst wohnte weiterhin im etwa vier Kilometer entfernten Jagdschloss Dreilinden. Zum Dank für seinen Sieg in der Schlacht bei Düppel (dänisch Dybbøl) wurde der Besitz des Prinzen nach Beendigung des Deutsch-Dänischen Krieges zum Rittergut erhoben. In dem von Wilhelm I. ausgestellten Patent vom 13. Januar 1865 wird das Anwesen als Rittergut Düppel bezeichnet, so gelangte der Name aus dem dänischen Herzogtum Schleswig in den brandenburgischen Kreis Teltow. Er war auf Antrag der Teltow’schen Kreisstände verliehen worden und als Ehrung Friedrich Karls zu verstehen.
Verwaltungsmäßig war Düppel nunmehr ein Gutsbezirk im Kreis Teltow und umfasste anfänglich den gesamten unbesiedelten Raum zwischen dem Wannsee im Westen und Zehlendorf im Osten.
Die Industrialisierung sowie die Gründung des Deutschen Reichs ließen die Hauptstadt schnell anwachsen. Auf dem Gebiet des Gutsbezirks entstanden seit den 1890er Jahren in Zusammenhang mit der guten Eisenbahnverbindung nach Berlin eine Reihe von neuen Villenkolonien, deren Gebiet in der Folge anderen Landgemeinden des Kreises Teltow zugeschlagen wurde. Die Schlachtenseer Villenkolonien kamen auf diese Weise 1894 und 1898 zur Gemeinde Zehlendorf und die Villenkolonie Wannsee kam 1898 zur Gemeinde Wannsee. 1910 wurde aus Teilen des Gutsbezirks die neue Gemeinde Nikolassee gebildet. Der Gutsbezirk Düppel umfasste zuletzt noch einen unregelmäßig zugeschnittenen Gebietsstreifen südlich der Potsdamer Chaussee mit einer Fläche von 5,35 km² und (Stand 1925) 135 Einwohnern. Während mit der Bildung von Groß-Berlin im Jahr 1920 umliegende Städte, Gemeinden und Gutsbezirke nach Berlin eingemeindet wurden, folgte Düppel erst 1928 nach Groß-Berlin.

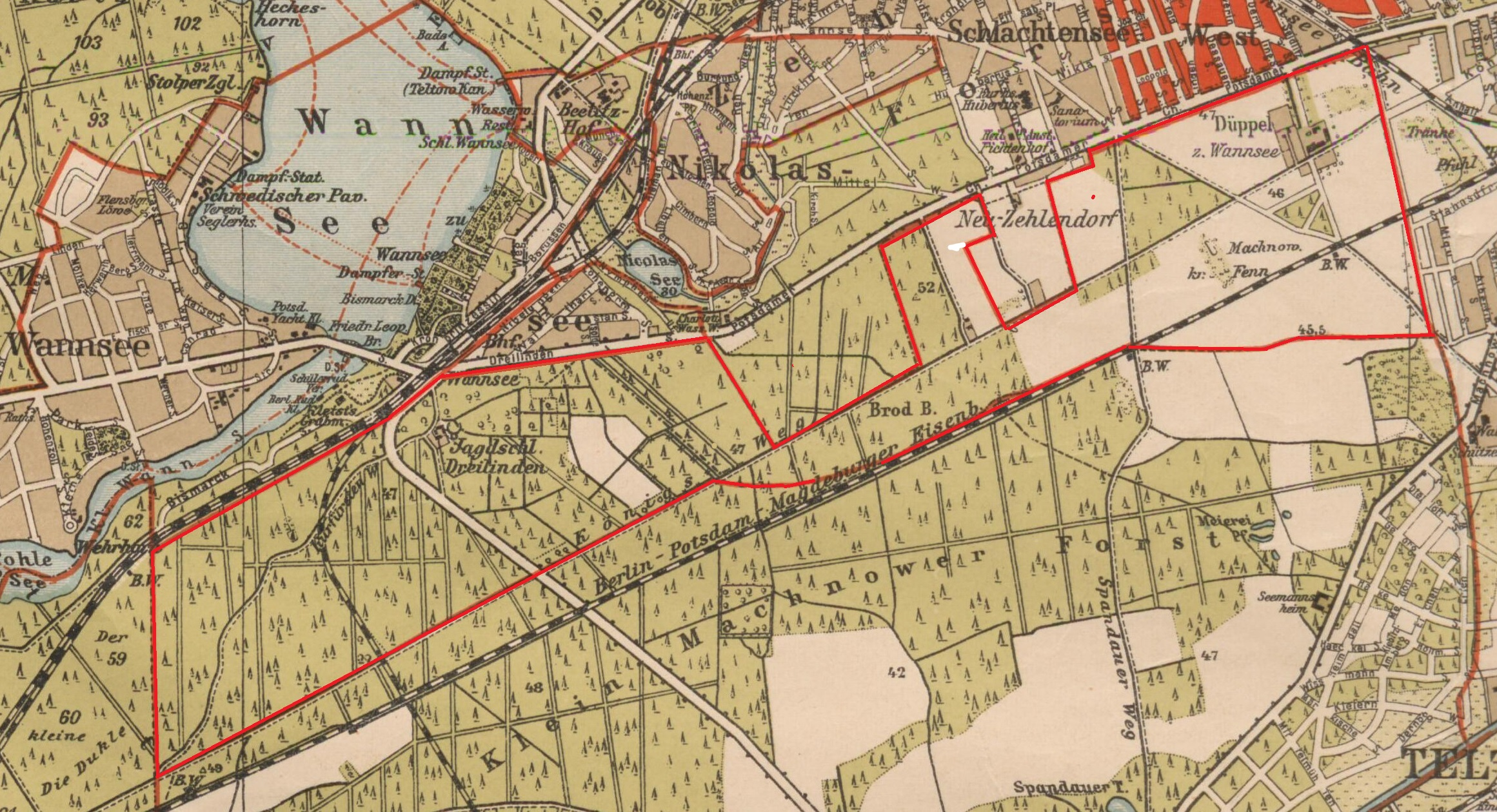
Der Gutsbezirk Düppel in den Grenzen von 1911

Einwohnerzahlen des Gutsbezirks Düppel
| Jahr | Einwohner |
| ---- | --------- |
| 1871 | 120       |
| 1885 | 199       |
| 1895 | 300       |
| 1905 | 681       |
| 1910 | 0131 1    |
| 1925 | 135       |

### Reitschule Rittergut Düppel
Die seit 1930 in Düppel bestehende Reitschule auf dem ehemaligen Rittergut Düppel wurde ab 1937/1938 von der SA als Reiterführerschule genutzt. Nach dem Zweiten Weltkrieg gelangte sie kurzzeitig zur US-Militärpolizei und wurde anschließend zur Deutschen Reiterschule. Von 1947 bis 1951 wurde für den amerikanischen Reitclub ein Stall errichtet, der die Basis für die Tierklinik der FU Berlin darstellte.

### DP-Lager 1945/1948

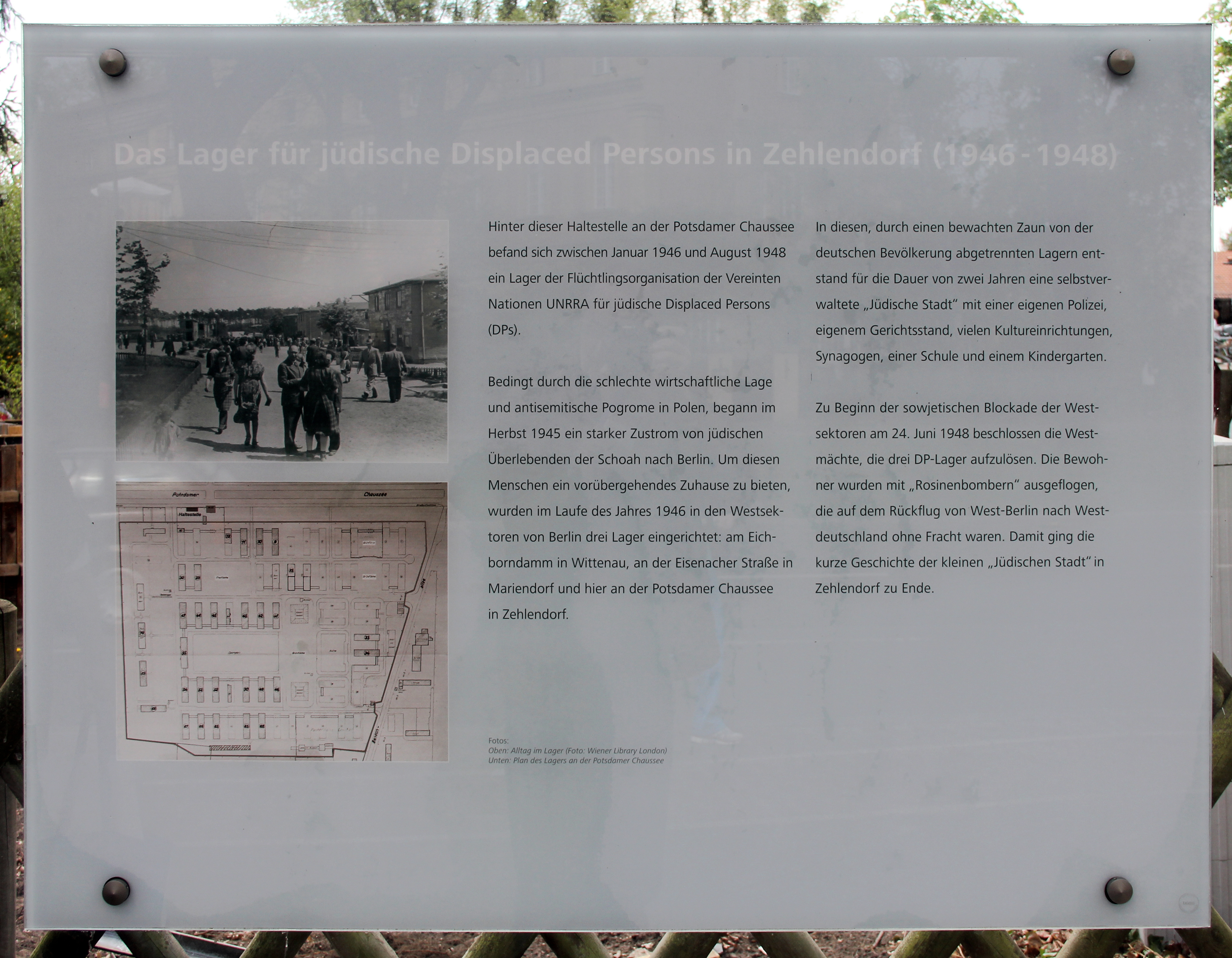
Gedenktafel zur Lagergeschichte

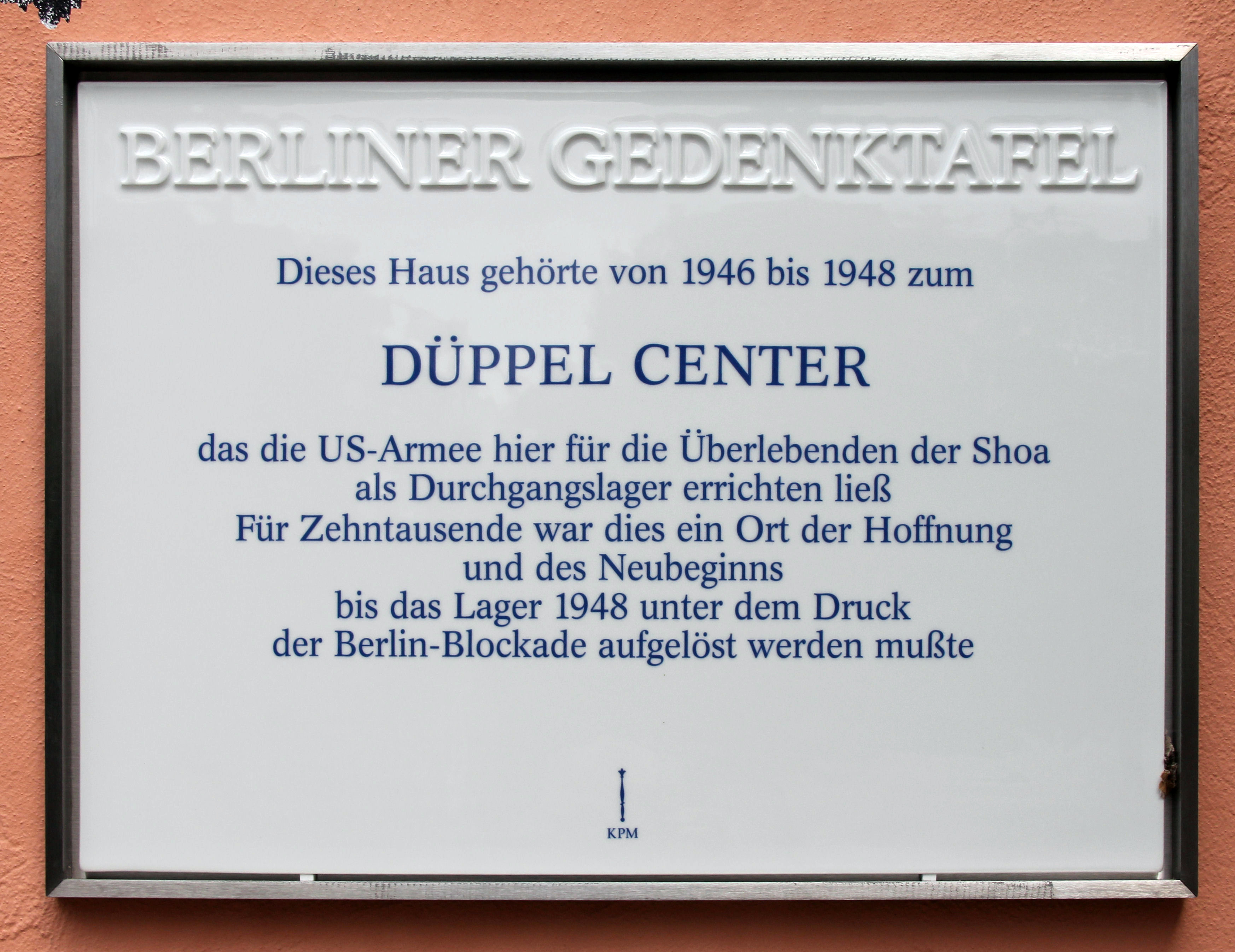
Berliner Gedenktafel am Haus Potsdamer Chaussee 87, in Berlin-Nikolassee

Nach dem Ende des Zweiten Weltkriegs gehörte Düppel zum Amerikanischen Sektor in Berlin. Die US-Militärverwaltung errichtete im Januar 1946 an der Potsdamer Chaussee das größte DP-Lager für sogenannte Displaced Persons in Berlin. In dem Lager, das unter den Namen Düppel Center und DP Camp Schlachtensee bekannt war, lebten zeitweise bis zu 5130 jüdische DPs. Die Berlin-Blockade verschlechterte die Versorgungslage der Bewohner derart, dass das Lager bereits im Juli 1948 evakuiert werden musste. Die Lagerbewohner wurden auf dem Luftwege nach Westdeutschland gebracht. Der größte Teil von ihnen wurde in das DP-Camp Zeilsheim im gleichnamigen Frankfurter Stadtteil verlegt. Anschließend wurden in den Baracken DDR-Flüchtlinge, nach dem Mauerbau sozial schwache West-Berliner Familien untergebracht. Anfang der 1970er Jahre wurden die Baracken abgerissen.

## Bahnverkehr
Die Trasse der Stammbahn, der ersten Eisenbahnstrecke in Preußen, verlief ab 1838 etwa 500 Meter südlich vom Gutshof auf dessen Feldern vorbei. Die Linie war die erste Bahnverbindung zwischen den Orten Potsdam, Zehlendorf und Berlin. Eine Anbindung Düppels an den Berliner Vorortverkehr erfolgte 1939 mit der Eröffnung des zwischen Potsdam und Zehlendorf gelegenen Bahnhofs Düppel. Nach dem Zweiten Weltkrieg wurden die Gleise als Reparationsleistung teilweise abgebaut, es fuhren nur noch Pendelzüge zwischen Düppel und Zehlendorf, die ab 1948 elektrisch betrieben wurden. Mit dem Bau der Berliner Mauer lag Düppel am südlichen Rand von West-Berlin. Eine Wiederinbetriebnahme der gesamten Strecke wurde unmöglich. Am 20. Dezember 1972 wurde an der Strecke der neue S-Bahnhof Zehlendorf Süd eröffnet. 1980 wurde der S-Bahn-Verkehr auf dem noch verbliebenen Streckenabschnitt eingestellt. Die Durchführung des Fernverkehrs geschah ohnehin bereits über die Wetzlarer Bahn. Seit dem Fall der Mauer werden Wiederaufbau und Inbetriebnahme der Stammbahn im Regionalverkehr immer wieder erfolglos diskutiert.

## Düppel in der Gegenwart
Neben dem Waldgebiet ist der Name Düppel vor allem mit drei Einrichtungen verbunden:
- Museumsdorf Düppel. 1967 waren mittelalterliche Fundamente und Reste eines Dorfplatzes aus dem 13. Jahrhundert entdeckt worden. Ein Förderkreis ließ 1975 Bauernhäuser, eine Werkstätte und eine Schänke rekonstruieren.
- Tierklinikum der FU Berlin
- Justizvollzugsanstalt Düppel

Ansonsten gilt Düppel als Stadtviertel in grüner Lage und ist vorwiegend durch Villen, Ein- und Mehrfamilienhäuser geprägt. Ein eigenes Zentrum im stadtplanerischen und raumordnerischen Sinne existiert in Düppel nicht, das nächste Unterzentrum ist der im Bereich des Teltower Damms gelegene Ortskern im östlich gelegenen Zehlendorf.